# 三国運動公園野球場
三国運動公園野球場（みくにうんどうこうえん やきゅうじょう）は、福井県坂井市の三国運動公園内にある野球場。坂井市スポーツ協会が運営管理を行っている。
ベースボール・チャレンジ・リーグに2008年から加盟した福井ミラクルエレファンツ→福井ワイルドラプターズのキャンプ地となったほか、公式戦や地区チャンピオンシップ（2015年と2018年）も開催された。同球団は、2022年から日本海オセアンリーグの福井ネクサスエレファンツとなり、引き続き公式戦（「セントラル開催方式」により、他県が本拠のチームのホームゲームも含む）が開催されたが、同年シーズンをもって福井球団は活動を休止した。

## 施設概要
- 両翼：92m、中堅：122m、本塁・バックネット間21m
- 内野：クレー舗装、外野：天然芝
- 照明設備：鉄塔6基（最大照度：内野1500Lx、外野800Lx）
- 収容人数：10,000人（内野：4,164人(背もたれ付セパレート席)、外野：約6,000人(芝)）
- スコアボード：手動差込式

## 交通
- えちぜん鉄道三国芦原線 三国港駅より徒歩10分。

## 公園内その他の施設
- 三国運動公園陸上競技場
- 三国運動公園屋内プール
- 三国運動公園テニス場